# TracyLor
TracyLor, de son nom de naissance Laure Magali Ndzie Tsanga, est une chanteuse d'origine camerounaise. Elle est également la présidente de l'association Petite Fleur et 3C Prod.

## Biographie

### Enfance
TracyLor ou Isoraa du Ghetto est née le 4 mai à Yaoundé au Cameroun. Sa passion pour la musique a été transmise par son père, un ancien chanteur de la scène musicale camerounaise des années 1990. C'est grâce à lui qu'elle a décidé de se lancer en tant qu'artiste professionnelle. Laure Magali a connu une enfance et une adolescence difficile après la perte de sa mère à l'âge de 14 ans. Après avoir grandi à Yaoundé au Cameroun, Laure Magali a déménagé en France en 2011 pour poursuivre ses études.

### Études
Arrivée en France, TracyLor a dû mener une vie dangereuse dans les rues de Paris pour financer ses projets et ses études. Malgré ces obstacles, elle a réussi à obtenir un Master en Management et Stratégies des Entreprises en 2015 au groupe EPPA,. Cependant, elle a eu du mal à trouver du temps pour concilier sa passion pour la musique avec sa vie professionnelle et familiale.

### Carrière
C'est ainsi que TracyLor a décidé de créer une structure qui lui permettrait de se lancer dans une carrière musicale professionnelle. Elle a toujours été fascinée par le rap, les langues et les cultures étrangères, la mode et les affaires, s'inspirant notamment du rap américain et du mode de vie américain. Elle a toujours intégré des mots et des phrases en anglais dans ses textes, adoptant ainsi un style musical mélangeant la trap, le rap et l'afrobeat.
Entre temps, TracyLor a animé Skyrap de SkyOne Radio (104.5 FM) à Yaoundé, Cameroun pendant trois ans, de 2005 à 2008. Ensuite, elle a travaillé en France à Radio For You de 2011 à 2020.
En 2020, Laure Magali a finalement décidé de se lancer professionnellement dans la musique. Grâce à des singles comme "Ratpie", qui a été très bien accueilli par des médias tels que:
- Rap2France,

- Generasonrap[6].

Elle a commencé à se faire connaître dans l'industrie musicale. Elle a également sorti d'autres titres tels que: "Tema" et "Lambo".

## Discographie

### Singles
1. Ratpie[7] (2020), écouter...
2. Tema[8] (2020), écouter...
3. Ahora[9] (2020), écouter...
4. Flow[10](2020), écouter...
5. Cookie[11] (2020), écouter...
6. Lambo[12] (2020), écouter...
7. N.D[13] (2021), écouter...
8. Rêve de gosse[14] (2022), écouter...

### EP & Mixtape
1. Magalization[15] (2015), EP | écouter (6 titres)...
2. Tracylogie Vol.1[16] (2016), Mixtape | écouter (7 titres)...
3. Tracylogie Vol.2[17] (2017), Mixtape | écouter (7 titres)...
4. Genesis[18] (2022), EP | écouter (4 titres)...
5. Ariane 6[19] (2022), EP | écouter (6 titres)...

## Sorties Médiatiques et Scéniques

### Sorties Médiatiques

#### Articles Web
1. Culturebene[20],[21],[22]
2. Kamermoov[23]
3. Combo95[24]
4. Le Journal de François[25]
5. Actu.fr[26]
6. Generasonrap[6]
7. Planet Singer[27]
8. The Cult Gateway[28]
9. Indie Chronique[29]
10. The Further[30]
11. Medium[31]
12. Radio MDM[32]
13. Jukebox Time[33]
14. Level Up Mag[34]

#### Télévisions
1. BBlack TV (décembre 2020),
2. Trace Urban TV (2020).

#### Radios
1. Radio FPP-Paris 106.3 FM[35]: L'émission intégrale Friday Featuring[36] - Saison 04 Episode 17 (Guest: Dopechic & Tracylor),
2. Radio RTSF93[37],[38],[39]  par le rappeur ALIBI MONTANA, Directeur de la programmation de la radio, suivre l'émission[40],
3. Radio FM Misik (2015),
4. Kalak FM 94.5 FM - Yaoundé, CMR (2019),
5. Radio Galaxy (2019),
6. Radio MDM (Avril 2022): Extrait de l'émission Street Vibe Show avec TracyLor[41],
7. Radio Nostalgie - CI (2023),
8. Fréquence 2 Hip Hop - CI (2023).

### Sorties Scéniques

#### Concerts
1. En 2015, TracyLor fait sa première scène, la scène ouverte d’ABRACADABAR à Paris,
2. En 2015, Showcase au PALACIO DISCOTHEQUE[42] à Ivry-Sur-Seine en première partie de l’artiste international Debordo Leekunfa,
3. En 2015, Scène organisée par le collectif Plan B à Saint Denis,
4. En juin 2016, à l’occasion de la fête de la musique,TracyLor se produit sur la scène[43] de l’EMB Sannois,
5. En 2017, TracyLor est invitée en avril à un showcase avec l’artiste international ivoirien Debordo Leekunfa en Allemagne,
6. Au mois de juillet 2017, elle participe également au concert caritatif organisé par Univ Art à but lucratif à Melun dans le 77,
7. Le 21 juin 2022, TracyLor preste à un évènement organisé par la Mairie de Deuil La barre,
8. En janvier 2023, TracyLor est invitée au Celebrity Center Paris pour un show,
9. En février 2023 à la Salle des fêtes de la Mairie de Beauchamps, TracyLor donne un concert.

#### Festivals
En août, c’est au Festival Afro Fusion en Suisse à Lausanne aux côtés de grands artistes comme VIRGINIA GUANTANAMERA que TracyLor achève ses dates de 2017.